# Jonathan Togo
Jonathan Togo, född 25 augusti 1977 i Rockland, Massachusetts, USA, är en amerikansk skådespelare som bland annat spelat i CSI: Miami.